# Pleostigma malacodermum
Pleostigma malacodermum är en svampart som först beskrevs av Franz Xaver von Höhnel, och fick sitt nu gällande namn av Wilhelm Kirschstein 1939. Pleostigma malacodermum ingår i släktet Pleostigma, ordningen Dothideales, klassen Dothideomycetes, divisionen sporsäcksvampar och riket svampar.   Inga underarter finns listade i Catalogue of Life.